# Comtat de Yoknapatawpha
El comtat de Yoknapatawpha (anglès: Yoknapatawpha County, pronunciat [jɒknəpəˈtɔfə] en AFI) és un comtat fictici dels Estats Units d'Amèrica que ocupa un lloc preeminent en gran part d'obres de William Faulkner, moltes de les quals tenen lloc en aquest territori. La seva inspiració és el comtat de Lafayette (Mississipi) i la seva capital, Oxford. Faulkner sovint s'hi referia com "el meu comtat apòcrif". A partir del seu llibre Sartoris, Faulkner el faria servir en totes les seves novel·les excepte Pylon, The Wild Palms i A Fable.
A les pàgines finals de la novel·la Absalom, Absalom! l'autor inclogué un mapa del comtat. Els estudiosos de Faulkner han intentat localitzar totes les localitzacions emprades en la seva ficció.
La paraula prové de dues paraules de la llengua chickasaw, Yocona i petopha, que signifiquen "terra dividida". Faulkner, davant del seu públic a la Universitat de Virgínia, digué que aquest mot compost vol dir "terra que flueix lentament per terra plana". Yokanapatawpha era el nom original de l'actual riu Yocona, un afluent del Tallahatchie que creua la part sud del comtat de Lafayette, d'on Oxford és la capital administrativa.
Aquestes terres originalment pertanyien als chickasaw. Els blancs s'hi instal·laren al voltant de l'any 1800. Abans de la Guerra Civil dels Estats Units, el comtat estava format per diverses plantacions: la de Louis Grenier al sud-est, la de McCaslin al nord-est, la de Sutpen al nord-oest i les de Compson i Sartoris just al costat de Jefferson. Més endavant el comtat esdevindria un conjunt de petites granges. Cap al 1936 hi havia una població de 25.611 habitants, dels quals 6.298 eren blancs i 19.313 negres.

## Novel·les i relats que hi transcorren
Llistats segons la cronologia interna de les seves narracions:
- The Unvanquished (1938)
- The Hamlet (1940)
- The Reivers (1962)
- Absalom, Absalom! (1936)
- Sartoris (1929)
- The Town (1957)
- "Old Man" (1939), published in If I Forget Thee, Jerusalem
- The Sound and the Fury (El soroll i la fúria) (1929)
- A Rose for Emily (1930)
- As I Lay Dying (Mentre Agonitzo) (1930)
- Sanctuary (1931)
- Light in August (1932)
- Requiem for a Nun (Rèquiem per una Monja) (1951)
- Go Down, Moses (1942)
- Intruder in the Dust (1948)
- Knight's Gambit (1949)
- The Mansion (1959)